# Força de trabalho
No Marxismo, força de trabalho é a capacidade dos trabalhadores de produzirem riqueza material ou, mais precisamente, as aptidões e habilidades humanas submetidas à condição de compra e venda, isto é, sob a forma de mercadoria. Trata-se de um conceito crucial em Marx, na sua crítica à economia política capitalista. Marx considera a força de trabalho como a mais importante das forças produtivas. Em O Capital, a compra e venda da força de trabalho é a base do capitalismo industrial. Os proletários são, por definição, privados de meios de vida. O proletariado como classe constitui-se, portanto, daqueles que não tem outro meio de subsistência a não ser a venda, como mercadoria, de suas aptidões e habilidades ao capitalista (proprietário dos meios de produção). O custo da força de trabalho corresponde ao salário e consiste no custo da sua reprodução (incluindo habitação, alimentação, saúde, etc. do trabalhador e sua família). Porém essa mercadoria  - a força de trabalho - gera mais valor do que ela mesma custa. Esse excedente é a mais-valia, trabalho não pago que é apropriado pelo capitalista sob a forma de lucro.